# La curita
«La Curita» es un sencillo promocional del noveno álbum The Last del grupo de bachata Aventura.
La canción alcanzó gran reconocimiento en muchos países de habla hispana y entre la comunidad latina en los Estados Unidos. En Chile fue la canción más escuchada del género Bachata, ocupando en #1 en la radios sonoras de todo el país.

## Contenido
La canción trata de un hombre quien está suplicando por el amor de una mujer quien pide a gritos que vuelva con él y tener su amor intenso.
El hombre termina admitiendo que es imposible volverla a recuperar.
- Datos: Q5963137

A pesar de ser un gran éxito, este sencillo aún no cuenta con un videoclip oficial grabado por el mismo grupo Aventura.